# Buslijn 80 (Delft)
Buslijn 80 was een buslijn in de regio Haaglanden, in de Nederlandse provincie Zuid-Holland. Deze lijn behoorde bij de stadsdienst van Delft.

## Route
De lijn verbindt de wijk Tanthof door de wijk Voorhof, langs De Hoven Passage/door de wijk Buitenhof, via het NS-station Delft Centrum, het Centrum/de Bomenbuurt met IKEA (Olof Palmestraat). In de zomermaanden reed lijn 80 overdag (tot ca. 18:00 uur) verder naar de halte Camping in de Delftse Hout.

## Geschiedenis

### 2006-2015
- 10 december 2006: De instelling van lijn 80 vond plaats op het traject Tanthof - IKEA in dienstregeling 2007. Dit gebeurde in het kader van de nieuwe opzet van de Delftse stadsdienst. Lijn 60 reed de route Delft Voorhof - Nootdorp Centrum. De voormalige lijn 60 tussen Delft Voorhof en Nootdorp Centrum werd gesplitst in 2 lijnen, lijn 80 Tanthof - Station Centrum tevens verlengd naar IKEA en de nieuwe lijn 60 Delft, Station Centrum - Den Haag Leidschenveen (Rotonde Houtkade). Lijn 80 werd onderdeel van twee ringlijnen. De andere ringlijn lijn 82 rijdt dezelfde route, maar in de tegengestelde richting. Connexxion reed deze lijn met de MAN Caetano en MAN Scout.
- 30 augustus 2009: Veolia nam het busvervoer in de concessie Haaglanden Streek over van Connexxion. De lijnvoering van de lijnen 80 en 82 bleef ongewijzigd, maar er werd nu gereden met van Hool A330 dieselbussen. De MAN Lion's City aardgasbussen waarmee Veolia in de rest van de concessie reed waren niet geschikt voor deze lijnen, omdat het viaduct onder de A13 bij de Bieslandsekade te laag is voor deze bussen.
- 12 december 2010: In de dienstregeling 2011 werd de opzet van de Delftse stadsdienst wederom gewijzigd. Als gevolg hiervan reed lijn 80 voortaan in beide richtingen de route Tanthof - IKEA, via Voorhof en Zuidpoort. De lijn kwam niet meer in het Centrum. Er verschenen ook de bussen MAN Lion's City A21 (CNG) op deze lijn en de frequentie op zondag werd eveneens verhoogd naar 2x per uur.
- 11 december 2011: Vanaf dienstregeling 2012 werd de frequentie in de avonduren verhoogd naar 2x per uur tussen Tanthof en Station Delft. De ritten gingen voortaan rijden via Station Zuid en doorrijden als lijn 60, zodat de reisrelatie Tanthof - Zuidpoort in stand bleef.
- 9 december 2012: Vanaf dienstregeling 2013 rijdt lijn 80 in tegenstelling tot de vorige dienstregeling niet meer via Station Zuid, Voorhofdreef, Stefanna, Abtswoude, Menno ter Braaklaan. De nieuwe route rijdt over de Voorhofdreef langs de halte Jan Campertlaan. Op de Voorhofdreef zijn twee nieuwe haltes aangelegd: Frederik van Eedenlaan en Menno ter Braaklaan. Reizigers naar Station Zuid of Voorhof kunnen gebruikmaken van de gewijzigde lijn 82. In de avonduren en op zondag rijdt lijn 80 niet, reizigers kunnen gebruikmaken van lijn 60 en lijn 81.
- 15 februari 2015: Vanaf dienstregeling 2015 werd in het lijnennet orde op zaken gesteld. Door een aantal lijnen te vernummeren, ontstonden bundels van lijnen in de 3x, 4x, 5x, 6x en 7x-serie. Lijn 80 omgenummerd naar lijn 64. In de route en dienstregeling vonden (vrijwel) geen wijzigingen plaats. Daarnaast werd het nieuwe busstation aan de centrumkant van Station Delft in gebruik genomen. Het busstation aan de achterkant van het station vervalt.